# Anelaphus inflaticollis
Anelaphus inflaticollis là một loài bọ cánh cứng trong họ Cerambycidae.